# Таде Цисовський
Тадеуш Цисовський (пол. Tadeusz Cisowski), також Таде Сізовскі (фр. Thadée Cisowski, 16 лютого 1927, Ласків — 24 лютого 2005, Макон) — французький футболіст польського походження, що грав на позиції нападника за низку французьких клубних команд та національну збірну Франції.
Один з найкращих бомбардирів в історії французької футбольної першості.

## Клубна кар'єра
Народився 1927 року на Холмщині, в Ласкові (Польська Республіка). 1933 року разом із батьками емігрував до Франції, де згодом почав займатися футболом.
У дорослому футболі дебютував 1947 року виступами за «Мец», в якій провів п'ять сезонів, взявши участь у 116 матчах чемпіонату.  Більшість часу, проведеного у складі «Меца», був основним гравцем атакувальної ланки команди. У складі «Меца» був одним з головних бомбардирів команди, маючи середню результативність на рівні 0,59 гола за гру першості.
1952 року перейшов до паризького «Расінга», де провів найяскравіші вісім сезонів своєї кар'єри. За цей період відзначився 186 голами у 206 іграх чемпіонату Франції (за виключенням одного сезону —  у найвищому дивізіоні). Тричі ставав найкращим бомбардиром сезону у Дивізіоні 1.
Сезон 1960-1961 провів у «Валансьєнні», додавши до свого бомбардирського здобутку ще 8 голів і довівши лік голам у найвищому французькому дивізіоні до 206, поступаючись на той час за цим показником лише Роже Куртуа.
Згодом ще один сезон відіграв за друголіговий «Нант», а завершував ігрову кар'єру у нижчоліговому «СО Шоле», де був граючим тренером протягом 1962—1965 років.

## Виступи за збірну
1951 року дебютував в офіційних матчах у складі національної збірної Франції.
Загалом протягом кар'єри в національній команді, яка тривала 8 років, провів у її формі 13 матчів, забивши 11 голів.

## Кар'єра тренера
Отримавши перший досвід тренерської кар'єри як граючий тренер «СО Шоле», у подальшому працював ще з декількома нижчоліговими командами.
Помер 24 лютого 2005 року на 79-му році життя в Маконі.

## Статистика за сезонами
| Роки    | Клуб             | Сезон | Сезон | Сезон |
| Роки    | Клуб             | Ліга  | Ігри  | Голи  |
| ------- | ---------------- | ----- | ----- | ----- |
| 1947-48 | «Мец»            | 1     | 4     | 3     |
| 1948-49 | «Мец»            | 1     | 33    | 15    |
| 1949-50 | «Мец»            | 1     | 32    | 17    |
| 1950-51 | «Мец»            | 2     | 30    | 23    |
| 1951-52 | «Мец»            | 1     | 17    | 11    |
| 1952-53 | «Расінг» (Париж) | 1     | 30    | 13    |
| 1953-54 | «Расінг» (Париж) | 2     | 34    | 34    |
| 1954-55 | «Расінг» (Париж) | 1     | 14    | 9     |
| 1955-56 | «Расінг» (Париж) | 1     | 29    | 31    |
| 1956-57 | «Расінг» (Париж) | 1     | 28    | 33    |
| 1957-58 | «Расінг» (Париж) | 1     | 14    | 9     |
| 1958-59 | «Расінг» (Париж) | 1     | 29    | 30    |
| 1959-60 | «Расінг» (Париж) | 1     | 28    | 27    |
| 1960-61 | «Валансьєнн»     | 1     | 28    | 9     |
| 1961-62 | «Нант»           | 2     | 19    | 8     |

## Титули і досягнення
- Найкращий бомбардир чемпіонату Франції з футболу (3):

1955-1956 (31 гол), 1956-1957 (33 голи), 1958-1959 (30 голів)